# Amor en custodia (telenovela argentina)
Amor en custodia es una telenovela argentina creada por Marcela Citterio, producción de Telefe Contenidos y L.C. Acción Producción. Se estrenó por Telefe el 28 de febrero de 2005, finalizando el 28 de diciembre de ese mismo año. Protagonizada por Osvaldo Laport y Soledad Silveyra. Coprotagonizada por Sebastián Estevanez, Claudia Fontán, Carolina Papaleo y Melina Petriella. Antagonizada por Héctor Calori, Pepe Monje, Paula Siero, Gimena Accardi, Verónica Vieyra, María Socas y el primer actor Pepe Novoa. También, cuenta con las actuaciones especiales de Mirta Wons y los primeros actores Luisina Brando, Raúl Taibo, Salo Pasik, Mónica Galán e Irma Roy.

## Argumento
Cuenta la historia de amor entre Paz Achaval Urien (Soledad Silveyra), una exitosa, poderosa y rica empresaria, dueña del establecimiento agropecuario en donde trabaja, y Juan Manuel Aguirre (Osvaldo Laport), un hombre de campo, humilde, desestructurado, practicante de artes marciales brasileñas y apasionado por la cultura de dicho país.
Juan Manuel Aguirre está casado con Gabriela (Claudia Fontán) con quien tiene una hija, Tatiana (Gimena Accardi). Gabriela es una mujer valiente que no se dará por vencida fácilmente. Paz está casada con un hombre al que respeta pero no ama, Alejandro Bazterrica (Héctor Calori), padre de sus dos hijas Bárbara (Melina Petriella) y Milagros (Sabrina Garciarena). Paz Achaval Urien se dedicó a vivir de acuerdo a los mandatos preestablecidos por su patriarcal padre Santiago (Pepe Novoa).
En una situación intrincada, Juan Manuel salva la vida de Paz, quien sorprendida por la agilidad y estado físico de su salvador, le propone que deje el campo y sea su guardaespaldas, algo a lo que Juan Manuel no estaba dispuesto, por lo que rechaza la oferta. 
Sin embargo, el destino hará que vuelvan a encontrarse y desde ese momento sus vidas nunca más volverán a ser iguales. La lealtad que siente Juan Manuel por Paz, la mujer a la que protege, y la admiración que ella siente hacia su protector, se convertirá en un amor prohibido. Para ellos va a resultar imposible estar cerca sin involucrarse, estar próximos sin rozarse y estar entrelazados sin enamorarse.

## Reparto

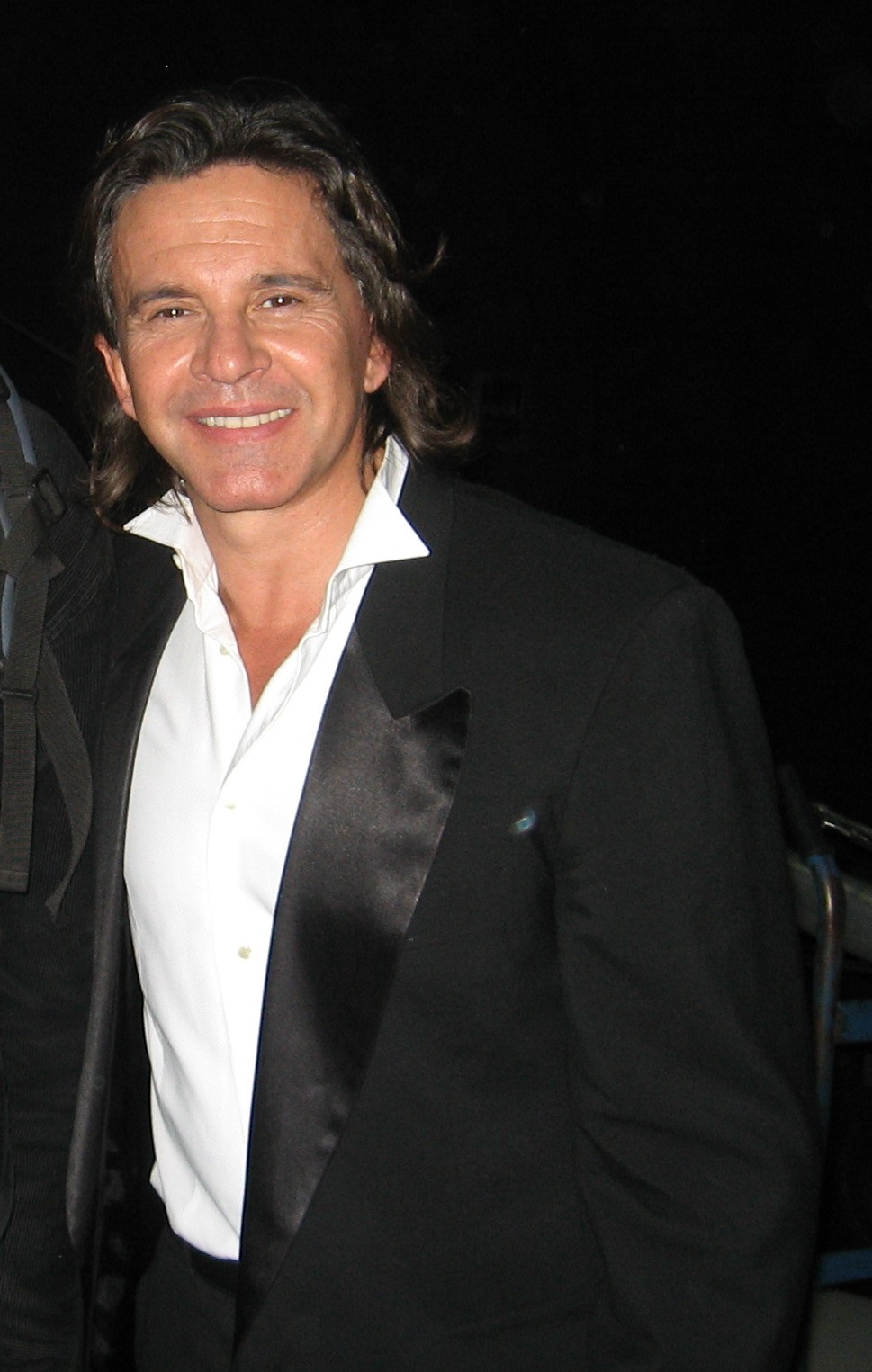
Osvaldo Laport es Juan Manuel Aguirre.

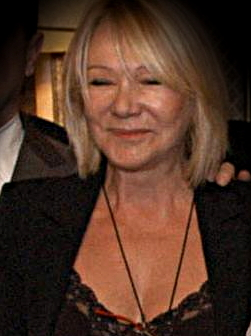
Soledad Silveyra es Paz Achaval-Urien.

### Principales
- Osvaldo Laport como Juan Manuel Aguirre.
- Soledad Silveyra como Paz Achaval-Urien Bustamante / Mónica Martínez.
- Sebastián Estevanez como Nicolás Pacheco.
- Claudia Fontán como Gabriela Almanzi / Achaval-Urien.
- Carolina Papaleo como Victoria Achaval-Urien Bustamante.
- Melina Petriella como Bárbara «Barbie» Bazterrica Achaval-Urien.
- Sabrina Garciarena como Milagros Bazterrica Achaval-Urien.
- Eleonora Wexler como Ángeles Carrizo.
- Luisina Brando como Alicia Almanzi.
- Raúl Taibo como Carlos González / Francesco Fosco.
- Irma Roy como Mercedes Bustamante.
- Héctor Calori como Alejandro Bazterrica.
- Pepe Monje como Ernesto «Tango» Salinas.
- Mirta Wons como Nora Vilcapugio.
- Salo Pasik como Walter Pacheco.
- Paula Siero como Carolina Costas.
- Luciana González Costa como Laura Pacheco.
- Florencia Ortiz como Rubí Rosales.
- Santiago Ríos como Gino Giulianni.
- Betty Villar como Katia Kramer.
- Cristina Fridman como Elma Salinas.
- Franco Infantino como Panchito.
- Fabián Pizzorno como Conrado Cáceres.
- Gimena Accardi como Tatiana Aguirre-Achaval Urien / Lucía Cáceres Achaval Urien.
- Verónica Vieyra como Noelia.
- Pepe Novoa como Santiago Achaval-Urien.
- Mónica Galán como Inés Vázquez.

### Recurrentes e invitados especiales
- María Socas como Milagros Ledesma.
- Lucas Crespi como Guillermo «Guillo» Alcorta.
- Stella Maris Closas como Teté Alcorta.
- Luciano Cáceres como Julián Valle.
- Silvina Luna como Melisa.
- Mónica Ayos como Isabella.
- Magalí Moro como Rosario Bazterrica.
- María Concepción César como Emilia Bazterrica.
- Sabrina Garciarena como Milagros «Mili» Bazterrica Achaval Urien.
- Fabio Aste como Imanol.
- Judith Gabbani como Nequi.
- Carlos Mena como Wanderley.
- Natalia Lobo como Sandra.
- Claudio Santorelli como el Oso.
- Néstor Galarraga como Marciano.
- Rocco De Grazia como Ramiro Martínez.
- Guillermo Marcos como Pasculli.
- Verónica Romero como Perla.
- Beatriz Thibaudin como Ernestina.
- Edward Nutkiewicz como Mauricio Alcorta.
- Carla Barzotti como Úrsula Quiñones.
- Martín Coria.
- Ana María Casó como la madre de Francesco Fosco.
- Delfina Silva como la bebé de Juan y Paz.
- Claudio Rissi como Eugenio.
- Marcela Ferradás como Rosana
- Oscar Nuñez como Don Ignacio.
- Angela Correa como Bethania.
- Cristina Allende como Rosa.
- Joaquín Bouzas como Luis.
- Alejandro Gancé como Leonardo.
- Jorge Varas como Charly
- Mauricio Dayub como Lucas.
- Osvaldo Guidi.
- Leonardo Montero.
- Paula Trapani.
- Marley.
- Raúl Lavié.
- Juan Darthes.

## Audiencia
Amor en custodia arrancó su primer episodio con 16 puntos de índice de audiencia, después promedió los 22 con picos de 24, en su penúltimo episodio alcanzó una marca de 27.3, siempre manteniéndose en los primeros puestos del índice de audiencia y sin decaer.
La telenovela se convirtió en uno de los grandes éxitos de Telefe, alcanzando un promedio de 25 puntos de índice de audiencia en el horario de la tarde.
En diciembre de 2005 alcanzaría los 29.9 puntos de índice de audiencia (con picos de 33 unidades) según IBOPE en su episodio final.
Amor en custodia, la telenovela más exitosa del 2005, celebró al igual que lo hizo Resistiré en 2003, con una transmisión en vivo en el teatro Gran Rex en donde miles de seguidoras deliraron con un final feliz, pero cargado de fatalismo, emociones y amor.

## Premios y nominaciones
| Año  | Premio               | Categoría                         | Nominación a     | Resultado |
| ---- | -------------------- | --------------------------------- | ---------------- | --------- |
| 2005 | Premio Martín Fierro | Mejor telenovela                  | Amor en custodia | Ganadora  |
| 2005 | Premio Martín Fierro | Actor protagonista de novela      | Osvaldo Laport   | Ganador   |
| 2005 | Premio Martín Fierro | Actor protagonista de novela      | Raúl Taibo       | Nominado  |
| 2005 | Premio Martín Fierro | Actriz protagonista de novela     | Soledad Silveyra | Nominada  |
| 2005 | Premio Martín Fierro | Actriz de reparto en drama        | Claudia Fontán   | Nominada  |
| 2005 | Premio Martín Fierro | Participación especial en ficción | Mónica Ayos      | Nominada  |

## Versiones
El formato se ha vendido a diferentes países, los principales remakes son:
- Amor en custodia (2005-2006): protagonizada por Margarita Gralia, Sergio Basáñez, Paola Nuñez y Andrés Palacios, y antagonizada por Fernando Sarfatti, Lisset y Ramiro Huerta. Emitida por TV Azteca en colaboración con Telefe Internacional.
- Amor en Custodia (2009): protagonizada por Alejandra Borrero, Ernesto Calzadilla, Ana Wills e Iván López, y antagonizada por Jenny Osorio, Marcelo Dos Santos, Mario Duarte, Alejandra Azcárate y Humberto Dorado. Emitida por RCN Televisión.
- Televisa realizó otra versión, Amores verdaderos (2012-2013): protagonizada por Erika Buenfil, Eduardo Yáñez, Eiza González y Sebastián Rulli, y antagonizada por Marjorie de Sousa, Guillermo Capetillo, Francisco Gattorno, Julio Camejo, Sherlyn, Natalia Esperon, Lilia Aragón y Enrique Rocha.[3]